# The Best FIFA Football Awards 2023
Bei den The Best FIFA Football Awards 2023 wurden am 15. Januar 2024 in London der 33. FIFA-Weltfußballer des Jahres, die 23. FIFA-Weltfußballerin des Jahres, der 14. FIFA-Welttrainer des Jahres im Männer- und Frauenfußball, der 7. FIFA-Welttorhüter des Jahres und die 2. FIFA-Welttorhüterin des Jahres gekürt. Zudem wurden die FIFA FIFPro World XI, der FIFA-Fanpreis, der FIFA-Puskás-Preis und der FIFA-Fairplay-Preis vergeben.

## FIFA-Weltfußballer des Jahres
Der Gewinner wurde durch eine Abstimmung unter Nationaltrainern, Nationalmannschaftskapitänen, Medienvertretern und Fans ermittelt. Diese nannten jeweils die drei ihrer Meinung nach besten Fußballer. Eine Nennung an Platz eins brachte fünf Punkte, ein zweiter Platz drei Punkte, der dritte Platz einen Punkt. Danach wurden die Punkte addiert. Am 14. September 2023 veröffentlichte die FIFA eine Liste mit 12 Spielern, aus der der FIFA-Weltfußballer gewählt wurde. Die drei Finalisten wurden am 14. Dezember 2023 bekanntgegeben. Gewinner wurde überraschend Lionel Messi. Journalisten und Nationaltrainer hatten mehrheitlich für Erling Haaland gestimmt, Nationalmannschaftskapitäne und Fans jedoch für Messi. Ausschlaggebend für Messi war die größere Anzahl an Erststimmen gegenüber Haaland. 
Diese Wahl wurde stark kritisiert. Die Welt schrieb, die Wahl sei „lächerlich“ und die Vergabe „eine Farce“ gewesen, die „den an sich so großen Preis ganz klein“ mache. Der Spiegel schrieb, die Auszeichnung Messis stelle den „sportlichen Wert der Auszeichnung infrage.“ Die Süddeutsche Zeitung nannte die Preisvergabe eine „alberne Veranstaltung“ mit „befremdlichen Ergebnissen“. Der Kicker titelte „Popularität schlägt Leistung“ und erklärte, Messi gewann die Auszeichnung „zum Unverständnis vieler auch anwesender Gäste im Saal. [...] Mit diesem Ausgang hatten die Anwesenden wohl nicht gerechnet - man war völlig perplex.“ Kicker-Chefredakteur Jörg Jakob kommentierte, Messi vor Haaland sei „völlig daneben“. Die Wahl habe der feierlichen Preisverleihung geschadet, derlei Auszeichnungen im Allgemeinen und letztlich der Glaubwürdigkeit des Elitefußballs insgesamt. Selbst in Messis Heimatland Argentinien schrieb die Presse von einer „bizarren Situation“.
| Platz      | Name                   | Nationalität | Verein                            | Punkte     |
| Finalisten | Finalisten             | Finalisten   | Finalisten                        | Finalisten |
| ---------- | ---------------------- | ------------ | --------------------------------- | ---------- |
| 1.         | Lionel Messi           | Argentinien  | Paris Saint-Germain / Inter Miami | 48         |
| 2.         | Erling Haaland         | Norwegen     | Manchester City                   | 48         |
| 3.         | Kylian Mbappé          | Frankreich   | Paris Saint-Germain               | 35         |
| Kandidaten |                        |              |                                   |            |
| 4.         | Kevin De Bruyne        | Belgien      | Manchester City                   | 32         |
| 5.         | Victor Osimhen         | Nigeria      | SSC Neapel                        | 24         |
| 6.         | Rodri                  | Spanien      | Manchester City                   | 24         |
| 7.         | Julián Álvarez         | Argentinien  | Manchester City                   | 21         |
| 8.         | Bernardo Silva         | Portugal     | Manchester City                   | 18         |
| 9.         | İlkay Gündoğan         | Deutschland  | Manchester City / FC Barcelona    | 13         |
| 10.        | Chwitscha Kwarazchelia | Georgien     | SSC Neapel                        | 7          |
| 11.        | Marcelo Brozović       | Kroatien     | Inter Mailand / al-Nassr          | 7          |
| 12.        | Declan Rice            | England      | West Ham United / FC Arsenal      | 1          |

## FIFA-Weltfußballerin des Jahres
Die Gewinnerin wurde durch eine Abstimmung unter Nationaltrainern, Nationalmannschaftskapitänen, Medienvertretern und Fans ermittelt. Diese nannten jeweils die drei ihrer Meinung nach besten Fußballerinnen. Eine Nennung an Platz eins brachte fünf Punkte, ein zweiter Platz drei Punkte, der dritte Platz einen Punkt. Danach wurden die Punkte addiert. Gewinnerin wurde Aitana Bonmatí.
| Platz         | Name             | Nationalität       | Verein                         | Punkte        |
| Finalistinnen | Finalistinnen    | Finalistinnen      | Finalistinnen                  | Finalistinnen |
| ------------- | ---------------- | ------------------ | ------------------------------ | ------------- |
| 1.            | Aitana Bonmatí   | Spanien            | FC Barcelona                   | 52            |
| 2.            | Linda Caicedo    | Kolumbien          | Deportivo Cali / Real Madrid   | 40            |
| 3.            | Jenni Hermoso    | Spanien            | CF Pachuca                     | 36            |
| Kandidatinnen |                  |                    |                                |               |
| 4.            | Salma Paralluelo | Spanien            | FC Barcelona                   | 32            |
| 5.            | Sam Kerr         | Australien         | FC Chelsea                     | 32            |
| 6.            | Lauren James     | England            | FC Chelsea                     | 18            |
| 7.            | Rachel Daly      | England            | Aston Villa                    | 15            |
| 8.            | Hinata Miyazawa  | Japan              | MyNavi Sendai                  | 13            |
| 9.            | Keira Walsh      | England            | Manchester City / FC Barcelona | 11            |
| 10.           | Kadidiatou Diani | Frankreich         | Paris Saint-Germain            | 10            |
| 11.           | Mapi León        | Spanien            | FC Barcelona                   | 10            |
| 12.           | Alex Greenwood   | England            | Manchester City                | 5             |
| 13.           | Lindsey Horan    | Vereinigte Staaten | Olympique Lyon                 | 2             |
| 14.           | Mary Fowler      | Australien         | Manchester City                | 0             |
| 15.           | Amanda Ilestedt  | Schweden           | Paris Saint-Germain            | 0             |
| 16.           | Caitlin Foord    | Australien         | FC Arsenal                     | 0             |

## FIFA-Welttorhüter des Jahres
Gewinner wurde Ederson.
| Platz      | Name                  | Nationalität | Verein                            | Punkte     |
| Finalisten | Finalisten            | Finalisten   | Finalisten                        | Finalisten |
| ---------- | --------------------- | ------------ | --------------------------------- | ---------- |
| 1.         | Ederson               | Brasilien    | Manchester City                   | 23         |
| 2.         | Thibaut Courtois      | Belgien      | Real Madrid                       | 20         |
| 3.         | Yassine Bounou        | Marokko      | FC Sevilla / al-Hilal             | 16         |
| Kandidaten |                       |              |                                   |            |
| 4.         | Marc-André ter Stegen | Deutschland  | FC Barcelona                      | 8          |
| 5.         | André Onana           | Kamerun      | Inter Mailand / Manchester United | 5          |

## FIFA-Welttorhüterin des Jahres
Gewinnerin wurde Mary Earps.
| Platz      | Name              | Nationalität | Verein          | Punkte     |
| Finalisten | Finalisten        | Finalisten   | Finalisten      | Finalisten |
| ---------- | ----------------- | ------------ | --------------- | ---------- |
| 1.         | Mary Earps        | England      | Manchester City | 28         |
| 2.         | Cata Coll         | Spanien      | FC Barcelona    | 14         |
| 3.         | Mackenzie Arnold  | Australien   | West Ham United | 12         |
| Kandidaten |                   |              |                 |            |
| 4.         | Zećira Mušović    | Schweden     | FC Chelsea      | 10         |
| 5.         | Sandra Paños      | Spanien      | FC Barcelona    | 5          |
| 6.         | Christiane Endler | Chile        | Olympique Lyon  | 2          |
| 7.         | Ann-Katrin Berger | Deutschland  | FC Chelsea      | 1          |

## FIFA-Welttrainer des Jahres (Männerfußball)
Am 14. September 2023 veröffentlichte die FIFA eine Liste mit 5 Trainern, aus der die FIFA-Welttrainer gewählt wurde. Die drei Finalisten wurden am 13. Dezember 2023 bekanntgegeben.
FIFA-Welttrainer des Jahres im Männerfußball wurde Pep Guardiola.
| Platz      | Name              | Nationalität | Team                               | Punkte     |
| Finalisten | Finalisten        | Finalisten   | Finalisten                         | Finalisten |
| ---------- | ----------------- | ------------ | ---------------------------------- | ---------- |
| 1.         | Pep Guardiola     | Spanien      | Manchester City                    | 28         |
| 2.         | Luciano Spalletti | Italien      | SSC Neapel / Italien               | 18         |
| 3.         | Simone Inzaghi    | Italien      | Inter Mailand                      | 11         |
| Kandidaten |                   |              |                                    |            |
| 4.         | Xavi              | Spanien      | FC Barcelona                       | 11         |
| 5.         | Ange Postecoglou  | Australien   | Celtic Glasgow / Tottenham Hotspur | 4          |

## FIFA-Welttrainer des Jahres (Frauenfußball)
FIFA-Welttrainerin des Jahres im Frauenfußball wurde Sarina Wiegman.
| Platz      | Name              | Nationalität | Team         | Punkte     |
| Finalisten | Finalisten        | Finalisten   | Finalisten   | Finalisten |
| ---------- | ----------------- | ------------ | ------------ | ---------- |
| 1.         | Sarina Wiegman    | Niederlande  | England      | 28         |
| 2.         | Emma Hayes        | England      | FC Chelsea   | 18         |
| 3.         | Jonatan Giráldez  | Spanien      | FC Barcelona | 14         |
| Kandidaten |                   |              |              |            |
| 4.         | Peter Gerhardsson | Schweden     | Schweden     | 7          |
| 5.         | Tony Gustavsson   | Schweden     | Australien   | 5          |

## Weitere Auszeichnungen
- FIFA FIFPro World XI: Siehe FIFA FIFPro World XI#2023
- FIFA-Fanpreis:  Hugo Daniel Iñíguez (siehe FIFA-Fanpreis#2023)
- FIFA-Puskás-Preis:  Guilherme Madruga (siehe FIFA-Puskás-Preis#2023)
- FIFA-Fairplay-Preis:  Brasilien (siehe FIFA-Fairplay-Preis#Preisträger)

## Expertengremien

### Expertengremium für die Awards der Männer (Spieler, Torwart, Trainer)
Das Gremium, das die Kandidaten für die The Best FIFA Football Awards™ 2023 auswählte, bestand aus:
- Petr Čech
- Didier Drogba
- Brett Emerton
- Rio Ferdinand
- Asamoah Gyan
- Kaká
- Mario Kempes
- Alexi Lalas
- John Obi Mikel
- Park Ji-sung
- Ivan Vicelich

### Expertengremium für die Awards der Frauen (Spielerin, Torfrau, Trainer im Frauenfußball)
Das Gremium, das die Kandidaten für die The Best FIFA Football Awards™ 2023 auswählte, bestand aus:
- Mercy Akide-Udoh
- Shirley Cruz Traña
- Amy Duggan
- Isabella Echeverri
- Mia Hamm
- Jessica Houara
- Mana Iwabuchi
- Manon Melis
- Patrizia Panico
- Clémentine Touré
- Kirsty Yallop